# Щапов, Павел Васильевич
Павел Васильевич Щапов (1848—1888) — русский купец и библиофил, потомственный почётный гражданин.

## Биография
Родился 4 (16) сентября 1848 года в Москве в купеческой семье Василия Ивановича Щапова.
Был вольнослушателем историко-филологического факультета Московского университета, окончил его в 1866 году.
Будучи знакомым с А. И. Хлудовым, Щапов увлёкся собиранием книжных раритетов, на что растратил большую часть своего состояния. С 1875 года он целенаправленно собирал старинные славянские и русские книги. Библиотека Павла Щапова являлась в то время одним из самых крупных московских частных собраний и насчитывала свыше 30 тысяч томов. В его коллекции были уникальные книги издания Франциска Скорины, экземпляр Псалтири около 1565 года, книги Ивана Федорова; венецианские издания Божидара Вуковича — Служебник (1519) и Псалтырь (1520), Молитвослов (1547) и Служебник (1554). Как писал о нём российский библиограф Д. В. Ульянинский:

Это был фанатик книги, положивший все свои интересы в свою библиотеку и умерший, если не из-за книги, то, все-таки почти наверное, книга дала последний толчок усиленному развитию недуга, сведшего его в могилу".
Павел Васильевич занимался общественной деятельностью — был гласным Московской городской думы в 1877—1880, 1881—1884 и 1885—1887 годах, почётным членом Братства для пособия беднейшим прихожанам при Богоявленском храме в Елохове.
Умер 6 (18) июня 1888 года в Москве и был похоронен на кладбище Алексеевского монастыря. По завещанию Щапова, его собрание книг в 1888 году было передано Историческому музею. П. П. Шибанов писал:

Библиотека Щапова была огромная и, можно сказать, в таком объёме единственная в то время. Мне кажется, что Исторический музей, где она хранится в настоящее время, в лице этой библиотеки имеет самое ценное приобретение за всё время его существования.

## Комментарии
1. ↑  Когда А. С. Суворин добился разрешения напечатать «Путешествие из Петербурга в Москву» Радищева в количестве ста экземпляров «для любителей и знатоков», он обратился к А. А. Астапову с просьбой найти подлинник 1790 года. Безукоризненный экземпляр издания обнаружился у Щапова, который с тысячей предупреждений и оговорок предоставил его для перепечатки. Работники типографии, не предупреждённые о ценности книги, «для удобства набора и по неведению книгу расшили по листам, листы замусолили и порвали. Книга, которой так дорожил П. В. Щапов, была погублена. Суворин, узнав об этом, пришёл в ужас». Узнав о несчастье с книгой, и без того больной Щапов от огорчения слёг в постель. К Суворину пришёл на помощь петербургский собиратель В. М. Юзефович и отдал свой экземпляр (в новом, более позднем переплёте), как говорили, примерно за тысячу рублей. Скрепя сердце, Щапов примирился с потерей, но болезнь его обострилась, и он вскоре скончался. — из «Воспоминаний старого библиофила. Записки П. П. Шибанова» (Московский журнал. — 2011.)

## Личная жизнь
Женившись на Зинаиде Петровне Хавской, дворянской дочери историка-москвоведа П. В. Хавского, в 1867 году супруги приобрели и поселились в доме № 9 на Поварской улице. После растраты своего состояния он расстался с Зинаидой Хавской и сошелся с её сестрой Лидией и они жили в Большом Демидовском переулке, дом 3. Детей у Щапова не было.